# Nela Pocisková
Nela Pocisková (* 4. října 1990, Bratislava, Slovensko) je slovenská televizní a muzikálová herečka a zpěvačka. Je známá mimo jiné reprezentací Slovenska na Eurovision Song Contest 2009 v Moskvě s Kamilem Mikulčíkem a písní „Leť Tmou“.

## Biografie
Nela Pocisková se narodila v Bratislavě. Zpívat začala ve věku osmi let, o šest let později debutovala v muzikálu „Neberte nám princeznú“. Později účinkovala v tanečním dramatu „Labuťko“, v baletě „Popolvár“ Slovenského národního divadla, muzikálu West Side Story a představení Šumař na střeše. Vystudovala na konzervatoři.
Veřejnosti je známá ze slovenské verze Ordinace v růžové zahradě a seriálu Búrlivé víno. V roce 2010 s tanečníkem Peterem Modrovským zvítězila ve čtvrté řadě slovenské odnože taneční reality-show Let's Dance.

### Eurovision Song Contest 2009
Pocisková se spolu se zpěvákem Kamilem Mikulčíkem stala prvním reprezentantem Slovenska na Eurovision Song Contest od roku 1998, kdy se Slovensko soutěže přestalo účastnit.
Dne 8. března 2009 Nela Pocisková s Mikulčíkem zvítězili v národním kole Slovenské televize s písní „Leť Tmou“ po kvalifikaci z pátého semifinálového kola.
V druhém semifinále Eurovision Song Contest 2009 v Moskvě vystoupili 14. května jako osmí v pořadí, nedostali se však mezi deset nejúspěšnějších semifinalistů a nepostoupili tak do finále. Obsadili 18. místo se ziskem 8 bodů (4 z Albánie, 2 z Ukrajiny, 1 z Irska a 1 z Ruska).

## Diskografie

### Alba
- 2013: WAR

### Singly
- 2009: Leť tmou (& Kamil Mikulčík)
- 2010: Posledný deň (& Vladis)
- 2011: Neviem sa nájsť
- 2012: So In Love
- 2013': Mysterious boy

### Umístění v hitparádách
| Rok  | Skladba                       | SK Top 100 | SK Top 50 domácí | Album |
| ---- | ----------------------------- | ---------- | ---------------- | ----- |
| 2009 | „Leť tmou“ (& Kamil Mikulčík) | –          | 33               | -     |
| 2011 | „Neviem sa nájsť“             | 83         | 16               | -     |
| 2012 | „So In Love“                  | 3          | 1                | -     |